# 安德鲁·C·麦克劳克林
安德鲁·C·麦克劳克林（1861年2月14日—1947年9月24日）是一位美国历史学家，密歇根大学教授，专攻美国宪法历史，主要作品有获得1936年普利策历史奖的《美国宪法史》（A Constitutional History of the United States）等。